# Garden of the Gods
Le Garden of the Gods (« jardin des dieux ») est un parc public de la ville de Colorado Springs, dans l'État du Colorado, aux États-Unis. C'est un site remarquable protégé. Les formations rocheuses rouges du Garden of the Gods ont été créées lors d'un bouleversement géologique le long d'une ligne de fracture naturelle il y a des millions d'années.

## Écologie
Le parc du jardin des dieux est une riche ressource écologique. Richard Beidleman, professeur à la retraite en biologie, note que le parc constitue « le contraste le plus frappant entre les plaines et les montagnes en Amérique du Nord » en ce qui concerne la biologie, la géologie, le climat et les paysages.
Le crâne d'un dinosaure a été trouvé dans le parc en 1878 et a été identifié en tant qu'espèce unique, Theiophytalia kerri, en 2006. Une sous-espèce de fourmi à miel non encore répertoriée a également été découverte en 1879 et porte le nom du parc.
Le cerf mulet, le mouflon d'Amérique et le renard sont courants. Le parc abrite également plus de 130 espèces d’oiseaux, dont des martinets à gorge blanche, des hirondelles et des troglodytes des canyons.

## Activités
Le parc est populaire pour la randonnée, l'escalade technique, le vélo de route et de montagne et l'équitation. Il attire plus de deux millions de visiteurs par an, ce qui en fait le parc le plus visité de la ville. 

## Galerie

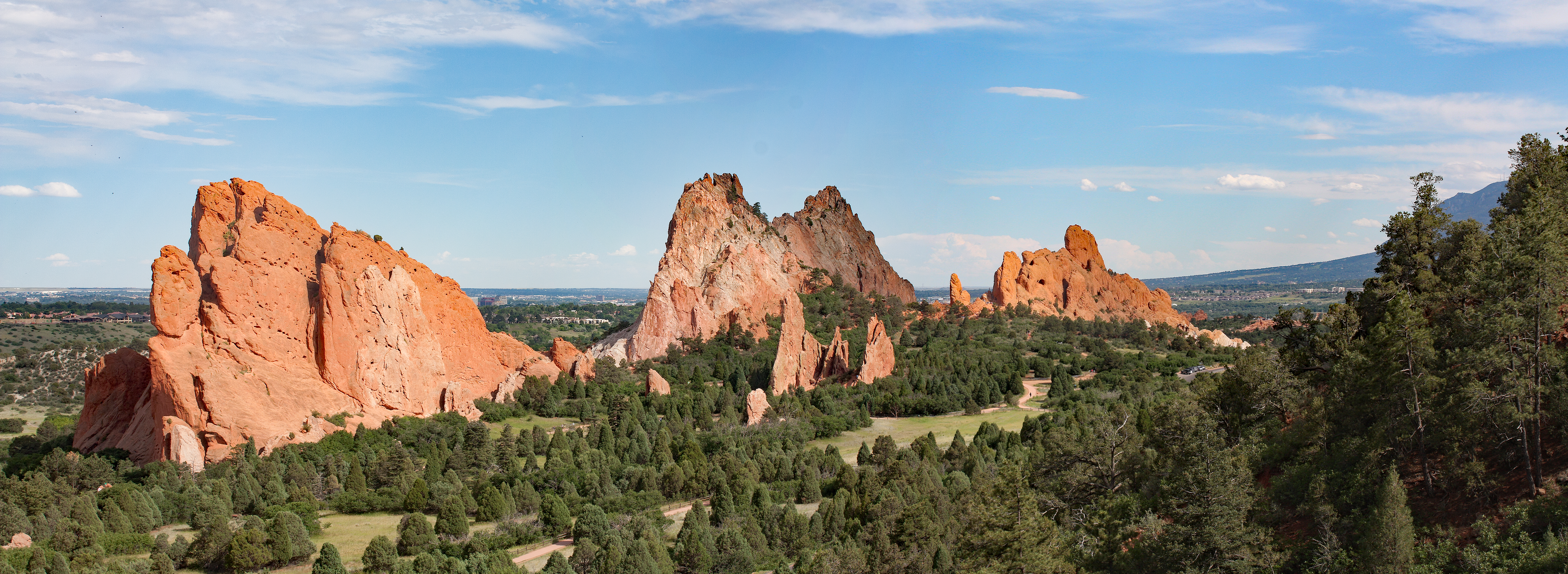
Panorama partiel des formations

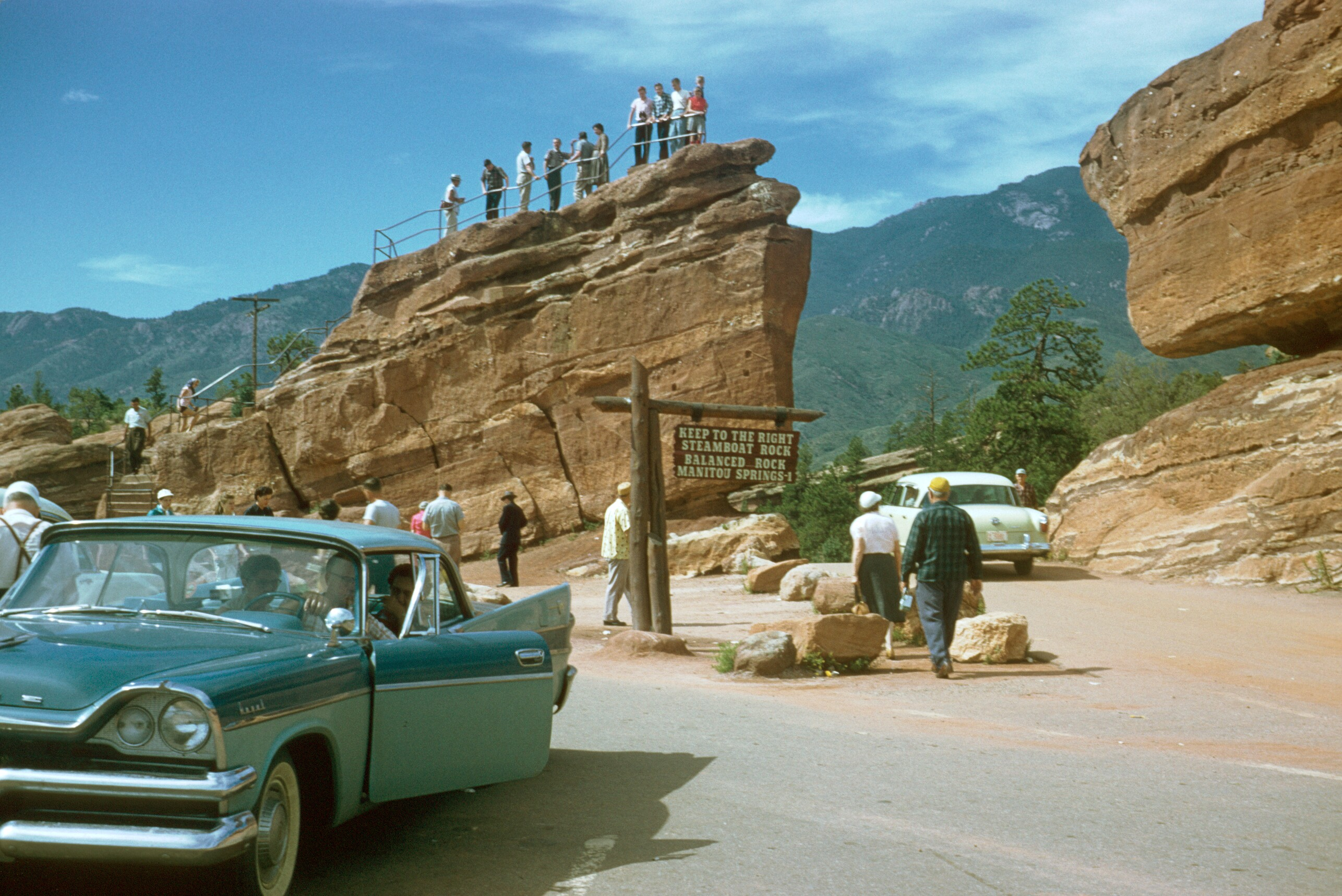
Steamboat Rock, dans les années 1950
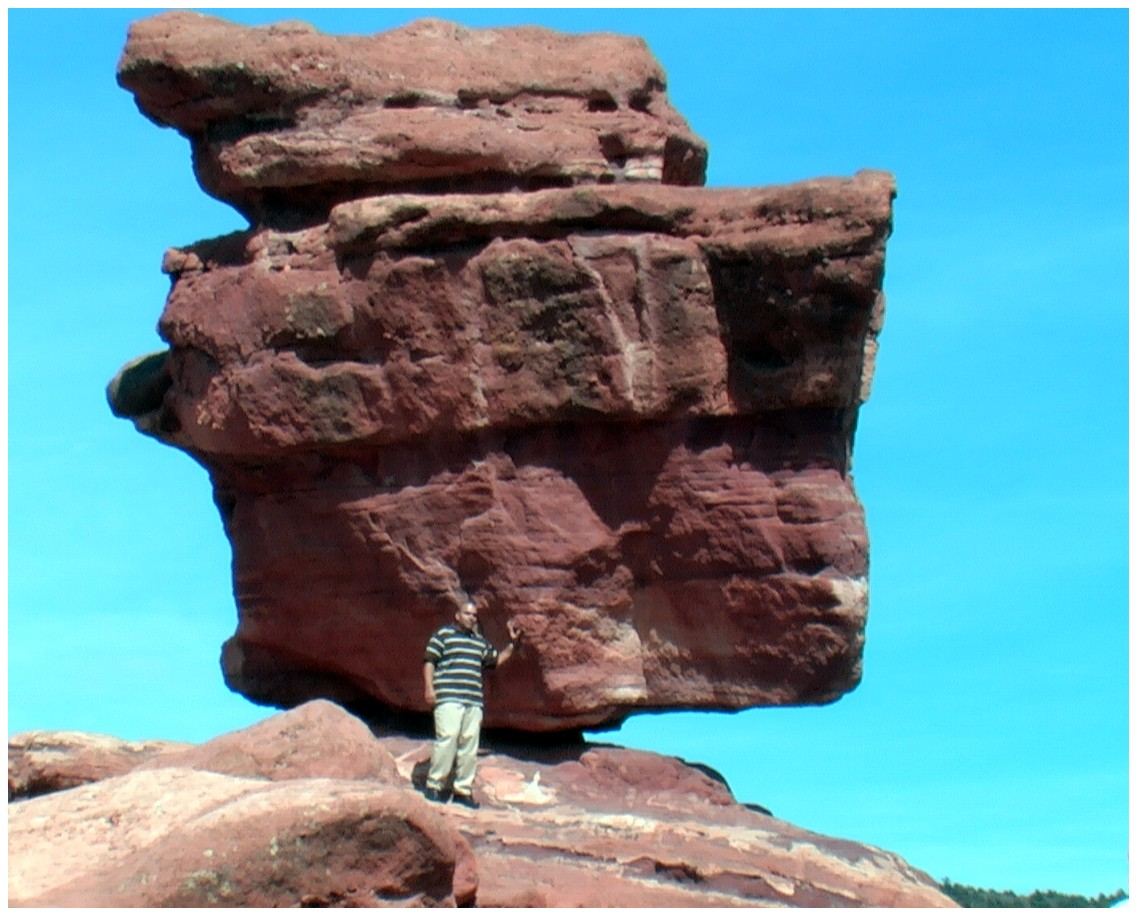
Balanced Rock
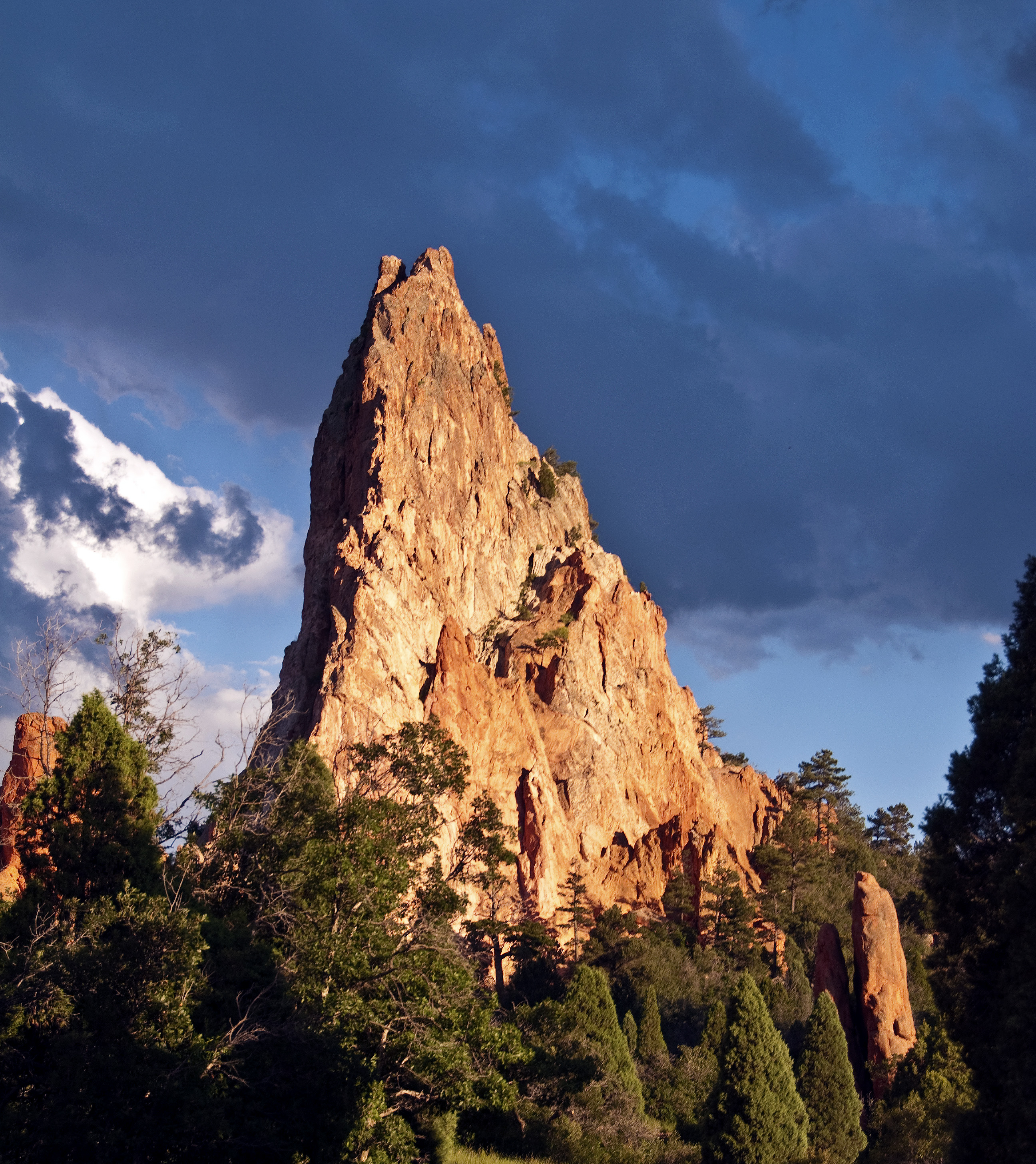
Pic
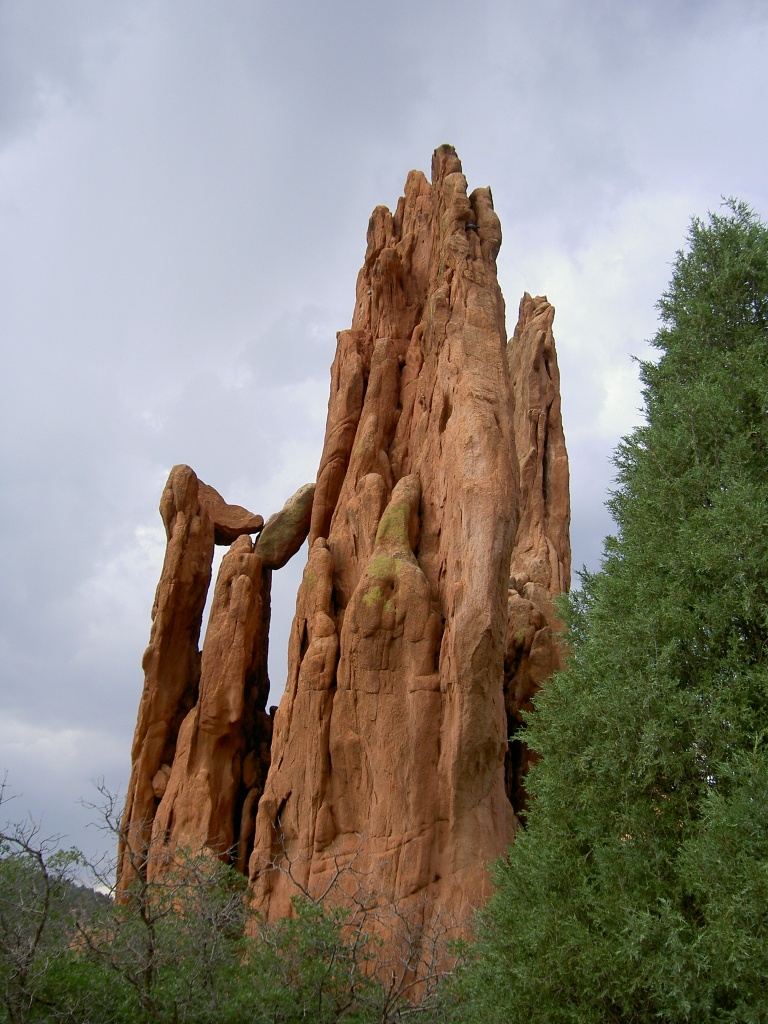
The Cathedral
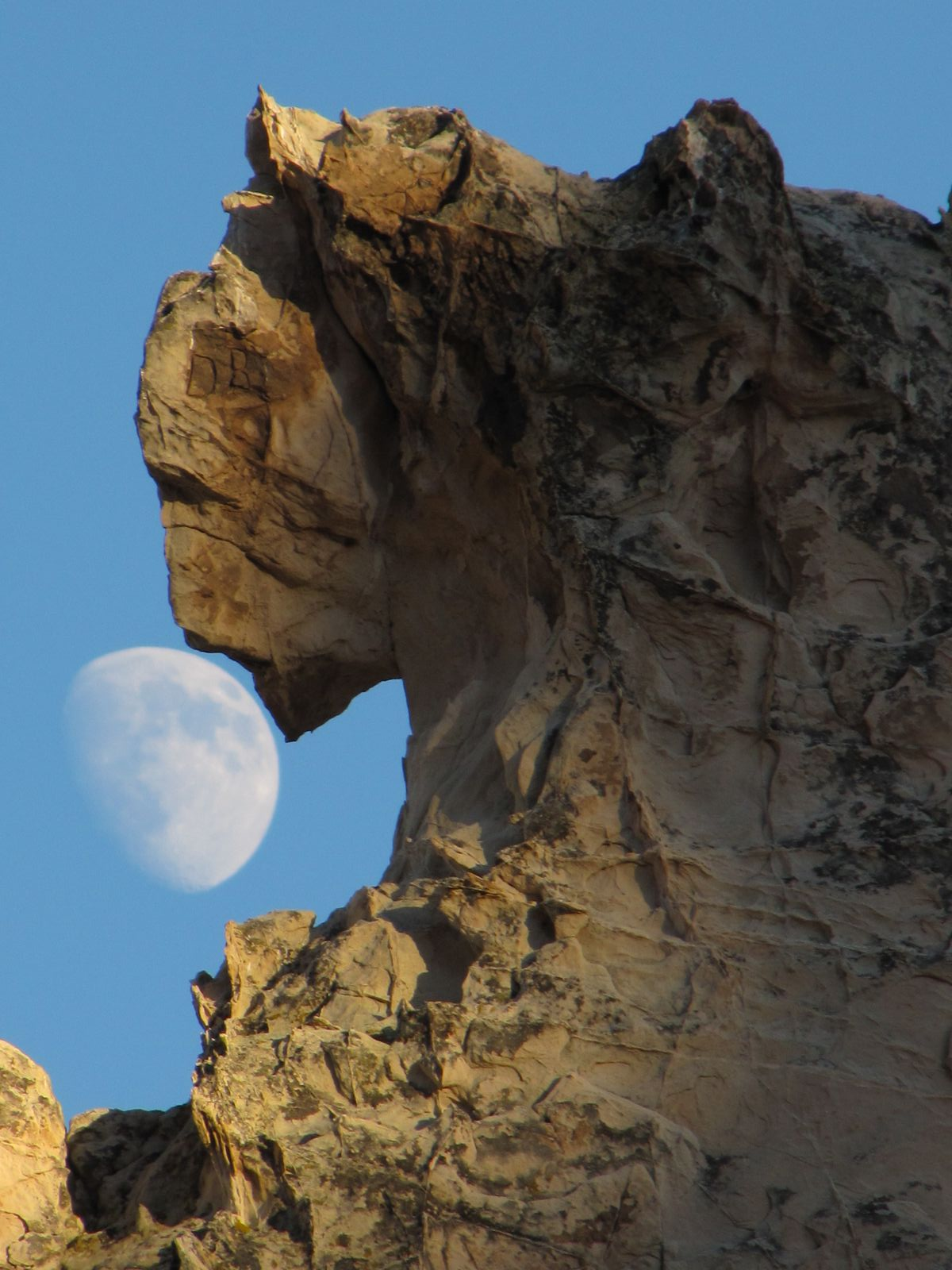
Rocher et Lune
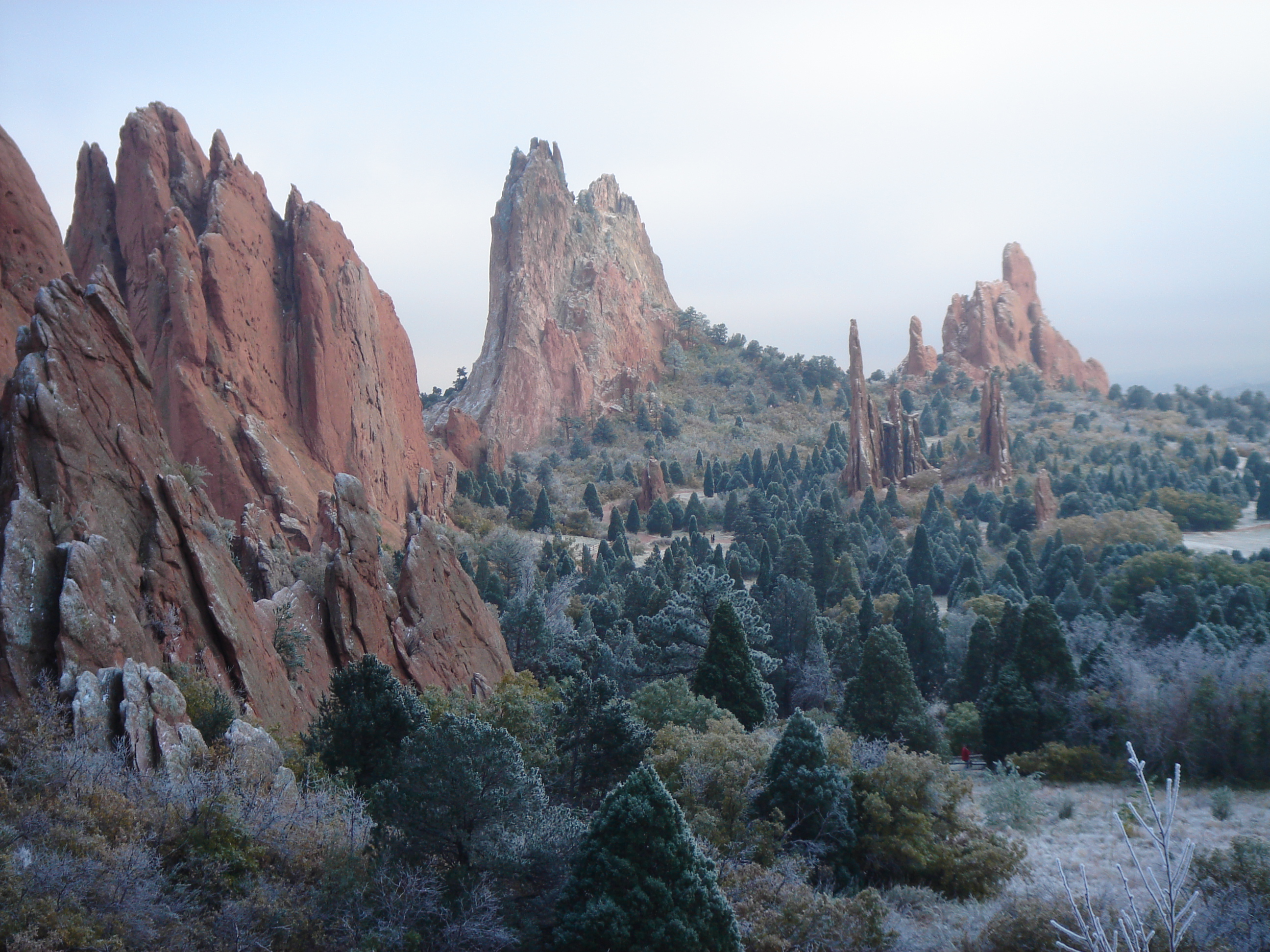
Le site gelé
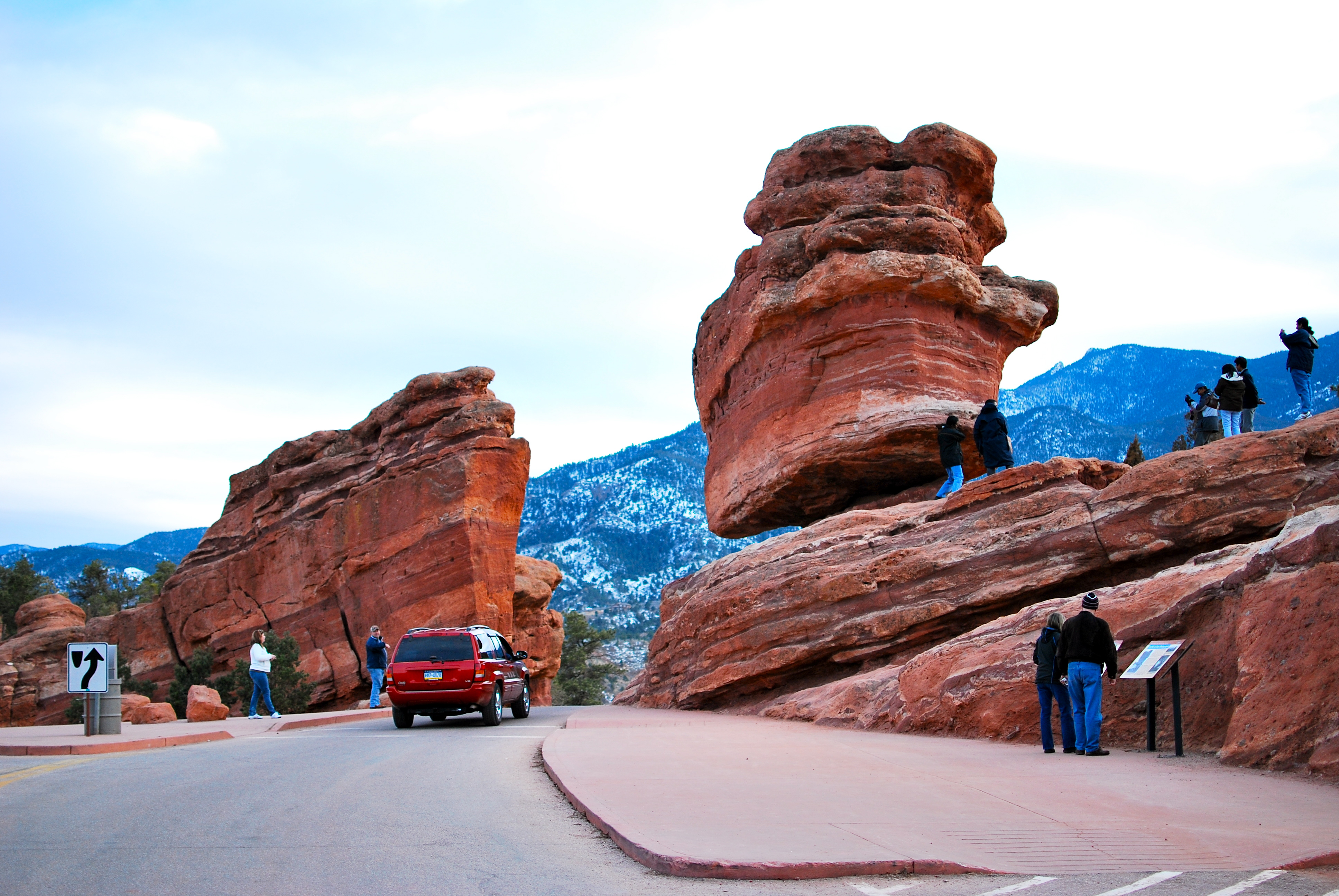
Le Steamboat Rock et le Balanced Rock